# Vasili Osipov
Vasili Nikoláyevich Osipov (en ruso: Василий Николаевич Осипов; Petrogrado, Imperio ruso, 17 de diciembrejul./ 30 de diciembre de 1917greg. –  San Petersburgo, Unión Soviética, 16 de julio de 1991) fue un piloto de bombardero soviético de largo alcance que, durante la Segunda Guerra Mundial, recibió dos veces el título de Héroe de la Unión Soviética.

## Biografía

### Infancia y juventud
Vasili Osipov nació el 30 de diciembre de 1917 en el seno de una familia de trabajadores rusos, en Petrogrado en la Gobernación de San Petersburgo en esa época parte del Imperio ruso. Después de completar su décimo grado en la escuela, se concentró en su sueño de seguir los pasos de su padre de unirse al ejército, participó en tiro de precisión y deportes antes de unirse al Ejército Rojo en agosto de 1937. En noviembre de 1940, después de graduarse en la Primera Escuela de Pilotos de Aviación Militar de Chkálov, fue destinado al 169.º Regimiento de Aviación de Reserva, con sede en Vorónezh. Poco antes de la invasión alemana de la Unión Soviética, lo transfirieron al 231.° Regimiento de Aviación de Bombarderos de Largo Alcance en mayo.

### Segunda Guerra Mundial
En agosto de 1941, poco después de entrar en combate en julio de 1941, fue transferido al 81.º Regimiento de Aviación de Bombarderos de Largo Alcance, que fue honrado con la designación de guardias y rebautizado como 5.º Regimiento de Aviación de Bombarderos de Largo Alcance de la Guardia un año después. Pronto cumplió misiones difíciles, destruyendo objetivos fuertemente protegidos y difíciles de encontrar con impactos directos, incluidos; un cruce sobre el río Dniéper el 24 de septiembre de 1941, un cruce en el estuario de Miusskaya el 3 de octubre de 1941 y el cuartel general de una unidad militar enemiga el 23 de octubre de 1941.
El 20 de mayo de 1942 fue nominado a la Orden de Lenin por haber realizado 115 salidas de combate en un bombardero Ilyushin Il-4, que incluyeron 90 misiones nocturnas y cinco misiones en profundidad en la retaguardia del enemigo, totalizando 304 horas de vuelo y arrojando casi 150 toneladas de bombas sobre objetivos enemigos. Sin embargo, el general Aleksandr Golovánov cambió la nominación del premio a una nominación para el título de Héroe de la Unión Soviética además de la Orden de Lenin, por lo que Osipov recibió su primera Estrella de Oro el 20 de junio de 1942.
Continuó realizando nuevas salidas y fue ascendido al puesto de subcomandante de escuadrón antes de ser nominado para una segunda estrella de oro el 30 de noviembre de 1943. Al recibir la noticia de que su familia había muerto en el sitio de Leningrado en 1944, se enfureció y voló con mayor celo. En diciembre de 1944, poco después de que las unidades soviéticas de aviación de largo alcance se integraran en el recién formado 18.º Ejército Aéreo, fue transferido al 26.º Regimiento de Aviación de Bombarderos de la Guardia, donde voló como comandante de escuadrón, participando en el bombardeo de Konigsberg y Berlín. Durante una misión sobre Konigsberg, una bomba de 100 kilogramos de otro avión cayó a través del ala de su bombardero B-25, dejando un gran agujero en el ala. A pesar de los daños en el ala, el fuselaje y el motor, Osipov voló con cuidado el avión hasta un aeródromo e hizo un aterrizaje de emergencia exitoso.
Al final de la guerra, Osipov había totalizado 412 salidas de combate, más que cualquier otro piloto de aviación soviético de largo alcance. De las 412 salidas realizadas en el Il-14 y B-25, 382 fueron nocturnas.

### Posguerra
Hasta la reorganización de la aviación soviética de largo alcance en abril de 1946, Osipov permaneció como comandante de escuadrón en el 26.º Regimiento de Bombarderos de la Guardia. Luego se transfirió al 199.° Regimiento de Bombarderos de la Guardia, donde también fue comandante de escuadrón, pero se fue en noviembre de 1948. Antes de regresar al regimiento un año después, después de graduarse en la Escuela Táctica y de Vuelo de Oficiales Superiores de Aviación de Largo Alcance.
En octubre de 1950 lo transfirieron al 250.º Regimiento de Bombarderos de la Guardia, pero menos de dos años después pasó a ser subcomandante de escuadrón en el 238.º Regimiento de Bombarderos de la Guardia, donde permaneció hasta que abandonó el ejército en abril de 1954 por motivos de salud. Durante su carrera voló en una amplia serie de modelos de aviones entre los que cabe destacar el B-25, Li-2, y Tu-4. Vivió el resto de su vida en Leningrado, donde murió el 16 de julio de 1991.

## Condecoraciones
A lo largo de su carrera militar Vasili Osipov recibió las siguientes condecoraciones militares:
|  | Héroe de la Unión Soviética, dos veces (20 de junio de 1942 y 13 de marzo de 1944) |
|  | Orden de Lenin (20 de junio de 1942)                                               |
|  | Orden de la Bandera Roja, dos veces (5 de noviembre de 1941 y 28 de abril de 1943) |
|  | Orden de Alejandro Nevski (2 de octubre de 1945)                                   |
|  | Orden de la Guerra Patria de 1.er grado (11 de marzo de 1985)                      |
|  | Medalla por la Defensa de Leningrado                                               |
|  | Medalla por la Defensa del Cáucaso                                                 |